# Szamoskér
Szamoskér is een plaats (község) en gemeente in het Hongaarse comitaat Szabolcs-Szatmár-Bereg. Szamoskér telt 449 inwoners (2001).